# Сјечи (Фиренца)
Сјечи је насеље у Италији у округу Фиренца, региону Тоскана.
Према процени из 2011. у насељу је живело 3416 становника. Насеље се налази на надморској висини од 76 м.